# Susanne Grainger
Susanne Grainger (London, 30 de dezembro de 1990) é uma remadora canadense, campeã olímpica.

## Carreira
Grainger conquistou a medalha de ouro nos Jogos Olímpicos de Verão de 2020 em Tóquio com a equipe do Canadá no oito com feminino, ao lado de Kasia Gruchalla-Wesierski, Madison Mailey, Sydney Payne, Andrea Proske, Lisa Roman, Christine Roper, Avalon Wasteneys e Kristen Kit, com o tempo de 5:59.13.